# David Di Tommaso
David Di Tommaso (Échirolles, 6 de outubro de 1979 - De Meern, 29 de novembro de 2005) foi um futebolista francês que atuava como defensor.
De origem italiana, iniciou sua carreira em 1998, no Monaco. Se destacou com a camisa do pequeno Sedan, onde jogou por quatro anos. Jogou também no futebol holandês, pelo Utrecht, último clube de sua curta carreira.

## Morte
Em 29 de novembro de 2005, Di Tommaso morreu de forma inesperada, em decorrência de ataque cardíaco. Sua perda foi sentida por toda a torcida do Utrecht.

## Homenagens
Em 1 de dezembro, dois dias depois da morte do jogador, uma reunião de torcedores no Stadion Galgenwaard foi realizada em homenagem a Di Tommaso (ou DiTo, de forma abreviada). Pelo menos 14 mil torcedores compareceram. Entre os presentes, estavam o presidente Jan Willem van Dop, o treinador Foeke Booy e o capitão Jean-Paul de Jong. Além de parentes de Di Tommaso e da equipe principal do Utrecht, todas os times de juniores estiveram na reunião. Eles foram informados de que o número 4, usado por Di Tommaso, seria aposentado em sua homenagem. Mesmo ato teve o Sedan, ex-clube de DiTo, que já havia anunciado que o número 29, usado pelo defensor enquanto ele ainda era integrante da equipe, também seria retirado.

## O Troféu Di Tommaso
Em 2006, foi instituído o Troféu Di Tommaso, concedido ao melhor jogador do Campeonato Holandês. A escolha é feita por torcedores de todos os clubes da Divisão Principal do país.

## Vencedores do Troféu Di Tommaso
| Temporada | Vencedor            | Segundo lugar      | Terceiro lugar      |
| 2005/2006 | Jean-Paul de Jong   | Dave van den Bergh | Sander Keller       |
| 2006/2007 | Michel Vorm         | Francis Dickoh     | Jean-Paul de Jong   |
| 2007/2008 | Gregoor van Dijk    | Robin Nelisse      | Cedric van der Gun  |
| 2008/2009 | Michael Silberbauer | Michel Vorm        | Mihai Nesu          |
| 2009/2010 | Dries Mertens       | Mihai Nesu         | Michael Silberbauer |